# Otto Jindra
Otto Jindra (Chlumetz, 18 marzo 1886 – Praga, 2 maggio 1932) è stato un militare e aviatore austro-ungarico, pilota dell'aviazione austro-ungarica durante la prima guerra mondiale accreditato di 9 vittorie aeree, e fu un eccellente comandante di reparto ed amministratore.  Dopo la fine della Grande Guerra divenne cittadino cecoslovacco, e fu il fondatore dell'aeronautica militare del paese, di cui divenne in seguito capo di stato maggiore..

## Biografia
Nacque a Chlumetz, in Boemia, il 18 marzo 1886. Entrato in giovane età presso l'accademia d'artiglieria di Vienna, ne uscì con il brevetto di ufficiale nel 1905. Assegnato al 14º Reggimento artiglieria da montagna, fu promosso al grado di Oberleutnant nel dicembre 1912. Dopo lo scoppio della prima guerra mondiale prestò servizio come comandante di batteria, e quindi come aiutante di reggimento. Il suo esordio in combattimento avvenne durante la battaglia di Lemberg, sul fronte orientale, e per questa azione fu decorato con la medaglia di bronzo al valor militare.
Subito dopo chiese il trasferimento nel servizio aereo dell'Imperiale e regio esercito austro-ungarico. Il 10 settembre 1914  entrò direttamente a far parte della Fliegerkompanie (Flik 1) in qualità di osservatore aereo. Utilizzando una radio installata da Benno Fiala von Fernbrugg  divenne un maestro nel coordinare il fuoco d'artiglieria dal suo posto di osservatore. Mentre era in missione, il 14 novembre, il suo aereo venne abbattuto dal fuoco coordinato di un'unità di cavalleria russa. Dopo aver contato 180 fori di proiettile sul loro aereo, pilota ed osservatore prelevarono i loro effetti personali ed incendiarono il velivolo, dirigendosi a piedi verso le loro linee.
Alla fine del gennaio 1915, l'ufficiale comandante della Flik 1 venne fatto prigioniero, e pur non essendo un pilota egli venne scelto per sostituirlo. Il 3 giugno 1915 volava come osservatore-mitragliere a bordo di un Albatros B.I pilotato da Max Libano. Il loro velivolo venne intercettato ed attaccato da due monoplani Morane-Saulnier Type P dell'aviazione imperiale russa. Nonostante il loro aereo disponesse come armamento di una pistola e di una carabina, i due aviatori austro-ungarici abbatterono entrambi gli attaccanti. Il 27 agosto ottenne una nuova vittoria ai danni di un Morane-Saulnier P russo.  Il 1º settembre fu promosso hauptmann, e iniziò ad imparare a pilotare un aereo seguendo un corso interno al proprio reparto. L'11 dicembre ottenne il brevetto di feldpilot, il cui distintivo gli fu appuntato sul petto il 20 dello stesso mese, durante una breve cerimonia.
Il 5 gennaio 1916 fu impegnato come pilota nel suo primo combattimento tra velivoli da caccia. Purtroppo dovette effettuare un atterraggio forzato a causa di un colpo di mitragliatrice che gli aveva forato il serbatoio della benzina. Il 29 marzo, conseguì la sua prima vittoria da pilota. Il 9 aprile 1916 divenne ufficialmente un asso. Tre giorni dopo partecipò ad un attacco aereo che avrebbe impressionato non poco i russi; egli insieme a Godwin Brumowski che operava come suo mitragliere, attaccarono una parata militare tenutasi innanzi alla zar Nicola II. Durante lo svolgimento della parata il suo aereo lanciò sette piccole bombe, abbattendo poi due dei quattro velivoli russi che cercarono di intercettarli.
Durante il 1916 conseguì altre due vittorie volando a bordo di un Hansa-Brandenburg C.I. Il 29 settembre lui, ed il suo mitragliere, attaccarono un velivolo russo in una gola montana. L'aereo russo, danneggiato gravemente, precipitò quasi subito causando la morte del pilota. Il 18 dicembre attaccò un pallone da osservazione russo che, colpito dalle precise raffiche di mitragliatrice sparate dal suo mitragliere si incendiò causando la morte dell'osservatore a bordo.
Nel gennaio 1918 assunse il comando della Flik 11, ma poco dopo venne destinato al comando del gruppo da bombardamento Fliegergruppe G. Prima che potesse assumere questo comando, rimase gravemente ferito in un incidente di volo notturno, che concluse la sua partecipazione alla guerra. Dopo la dissoluzione dell'Impero austro-ungarico, divenne cittadino cecoslovacco. Il suo impegno fu determinante nella creazione dell'aeronautica militare cecoslovacca, di cui divenne successivamente capo di stato maggiore. Messo a riposo nel 1921 a causa dei danni permanenti alla sua salute causati dall'incidente aereo, lavorò nell'aviazione civile fondando una compagnia aerea, e fu anche membro di un aereo club organizzando gare e dimostrazioni. Si spense a Praga il 2 maggio 1932.

## Vittorie
Otto Jindra ottenne complessivamente 19 vittorie confermate, di non confermate non ne risultano ad oggi.
| Nr | data              | compagnia | aereo                         | contro                 | località                |
| -- | ----------------- | --------- | ----------------------------- | ---------------------- | ----------------------- |
| 1  | 13 giugno 1915    | Flik 1    | Albatros B.I (22.29)          | Morane-Saulnier Type P | Dubowice                |
| 2  | 13 giugno 1915    | Flik 1    | Albatros B.I (26.29)          | Morane-Saulnier Type P | Dubowice                |
| 3  | 27 agosto 1915    | Flik 1    | Albatros B.I (22.06)          | Morane-Saulnier Type P | Tluste                  |
| 4  | 29 marzo 1916     | Flik 1    | Albatros B.I (28.37)          | Morane-Saulnier Type P | Sokal, ad est di Chotin |
| 5  | 9 aprile 1916     | Flik 1    | Albatros B.I (22.23)          | EA                     | sud est di Kamienec     |
| 6  | 12 aprile 1916    | Flik 1    | Albatros B.I (22.23)          | Morane-Saunier Type P  | Iszkowsky               |
| 7  | 12 aprile 1916    | Flik 1    | Albatros B.I (22.23)          | Morane-Saunier Type P  | Iszkowsky               |
| 8  | 26 settembre 1916 | Flik 1    | Hansa-Brandenburg C.I (64.23) | Nieuport               | Solka                   |
| 9  | 18 dicembre 1916  | Flik 1    | Hansa-Brandenburg C.I (64.09) | pallone                | Misticanestie           |